# Piazza Olivetti (Milano)
Piazza Adriano Olivetti è una piazza della città di Milano, nel quartiere del Vigentino, a sud dello Scalo Romana.

## Descrizione
Intitolata ad Adriano Olivetti, storico direttore dell'omonima azienda di Ivrea produttrice di elaboratori meccanici ed elettronici, la piazza è stata inaugurata al termine degli anni dieci, nell'ambito del "Progetto Symbiosis". Piazza Olivetti, totalmente pedonalizzata, si estende per 13 mila metri quadri. L'eco-sostenibilità è data da vasche d'acqua, quarantasei alberi, un "bosco urbano" e un giardino ruderale con piante erbacee e vegetazione spontanea.
L'area, in forte crescita immobiliare dal 2019, è compresa nella zona del più grande progetto di sviluppo immobiliare d'Europa, e sarà il centro di attrazione dei giochi Olimpici Milano Cortina 2026.

## Monumenti, musei e palazzi
- Fondazione Prada
- Museo Strep futurability district
- Palazzo LVMH
- Palazzo Moncler

## Trasporti
- Lodi TIBB
- Stazione di Milano Porta Romana
- Fermata autobus (Linea 65)